# Titanfall: Frontline
Titanfall: Frontline videojogo de cartas de combate, parte da série Titanfall. Produzido pelo estúdio Particle City, estava planejado para ser lançado para as plataformas Android e iOS (iPhone e iPad), até ao final de 2016. No entanto, em janeiro de 2017 foi referido que o projecto tinha sido cancelado.

## Jogabilidade
Ao contrário de outros jogos do género, Titanfall: Frontline não é jogado por turnos mas em tempo real. O jogador coleciona e coloca Pilotos, Titãs e outras cartas (burn cards) para danificar e por conseguinte derrotar o oponente. As cartas Piloto e Titã quando combinadas provocam danos extra.
Titanfall: Frontline é gratuito (free-to-play), com opcao de comprar conteudo adicional.

## Produção
Em outubro de 2015 a Respawn Entertainment, criadores da série Titanfall, criaram uma parceria com a Nexon, uma companhia conhecida pelos jogos free-to-play. A parceria inclui o Particle City, estúdio irmão da Respawn. Respawn possui uma quantidade significativa do Particle City e a Nexon investiu em ambos como parte do negócio. Como tal, estao previsto varios jogos devido a parceria criada, mas nenhum irá replicar o jogo original numa plataforma móvel. Particle City é o produtor de Titanfall: Frontline e a Nexon serve como publicador.
Titanfall: Frontline tem lancamento previsto para o final 2016 para Android e iOS (iPhone e iPad). Teve um lançamento limitado (soft launch) em Android em Setembro de 2016 e no iOS nas Filipinas no final do mesmo mês.

## Ligacoes externas
- Página oficial